# Samuel Rajzman
Samuel Rajzman (* 1904 in Węgrów; † 1979 in Montreal) war ein polnischer Buchhalter und Übersetzer, welcher als Jude das Massenvernichtungslager Treblinka überlebte und Zeuge in den Nürnberger Prozessen war.

## Leben

### Leben vor dem Zweiten Weltkrieg
Samuel Rajzman wurde 1904 als Shmuel Rajzman im kleinen Ort Węgrów geboren. Er arbeitete vor dem Krieg als Buchhalter und Übersetzer in der Firma Miedzyrzecki Import & Export und lebte in Warschau. Außerdem war er verheiratet und hatte zwei Kinder.

### Treblinka
Am Anfang des Krieges lebte Samuel Rajzman noch im Warschauer Ghetto, bis er Ende September 1942 zum Massenvernichtungslager Treblinka gebracht wurde. Rajzman überlebte nur knapp, da er schon in der Schlange vor den Gaskammern stand, als ein Ingenieur und alter Freund Rajzmans, der einer der wenigen war, die im Lager Arbeit fanden, ihn erkannte und nachfragte ob Rajzman ebenfalls eine Arbeit zugeteilt werden könnte.

#### Aufstand von Treblinka
Rajzman wurde durch seinen Freund in den geplanten Aufstand von Treblinka (auch genannt Aktion H) eingeweiht. Am 2. August 1943 schaffte Rajzman es, zusammen mit 400 anderen Insassen, in das Waffendepot von Treblinka einzudringen. Rajzman gehörte zu dem Teil der Aufständischen, welche fliehen konnten.

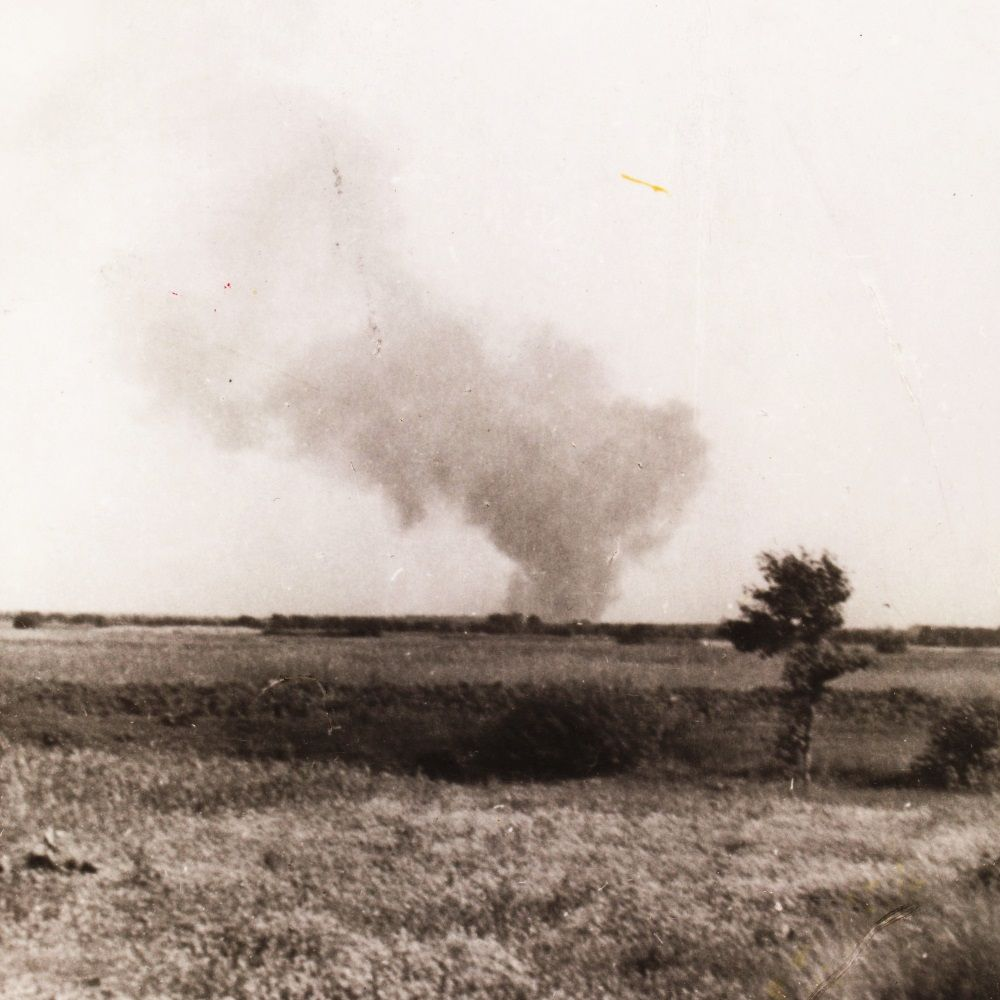
Ein Foto vom Aufstand von Treblinka. Die Rauchschwaden wurden durch den Gebrauch der erfassten Waffen verursacht.

Er schaffte es zu überleben, indem er erst in einem Wald und dann in einem Bauernhaus bis zum Ende des Krieges lebte.

### Nürnberger Prozesse
Rajzman wurde von der sowjetischen Anklagebehörde in den Zeugenstand gerufen und gehörte zu den Hauptzeugen im Prozess. Er beschrieb das Leben in Treblinka und die tägliche Ankunft von Deportationszügen.

### Leben nach dem Zweiten Weltkrieg
Nach dem Zweiten Weltkrieg lebte er zuerst für eine Weile in Frankreich und zog dann 1950 nach Montreal, Kanada wo er seinen Namen Shmuel zu Samuel anpasste.